# New York Groove
New York Groove ist ein Glam-Rock-Song, der 1975 von der britischen Band Hello veröffentlicht wurde.

## Hintergrund und Entstehung
Das Stück wurde von Russ Ballard geschrieben, bis 2020 jedoch nie von ihm selbst aufgenommen und veröffentlicht. Die Version von Hello wurde von Mike Leander produziert. Es wurde als Single in Großbritannien, Deutschland, Belgien, den Niederlanden, Portugal und Japan veröffentlicht. Außerdem war es Bestandteil der 1976 erschienenen LP Keeps Us off the Streets.

## Rezeption
New York Groove erreichte die Musikcharts in Großbritannien, Deutschland und Österreich. Im Laufe der Jahre erschienen mehrere Coverversionen des Songs, von denen die des Kiss-Gitarristen Ace Frehley am erfolgreichsten war.

### Coverversion von Ace Frehley
Im Juni 1978 nahmen die Mitglieder der Gruppe Kiss Soloalben auf. Gitarrist Ace Frehley, hatte für sein Projekt bereits zahlreiche Titel selbst verfasst, doch Produzent Eddie Kramer bekam ein Demoband mit dem Song New York Groove und gab es Frehley, weil er glaubte, dass der Song zu ihm passen würde. Kramer und Frehley bearbeiteten das Arrangement und nahmen den Titel auf. Die Singleauskopplung erreichte Platz 13 der Billboard Hot 100 und hielt sich 21 Wochen in den Charts.

### Weitere Coverversionen
- 1997 erschien eine von Musikern der Band The Scream aufgenommene Version auf dem Tributealbum Spacewalk – A Salute to Ace Frehley and Kiss.
- 2002 erschien eine Fassung der Formation One & One auf dem Sampler Bravo Hits 38.
- 2012 veröffentlichten The Sweet eine Version des Songs auf dem Album New York Connection.[6]
- 2016 veröffentlichte J.B.O. auf dem Album 11 eine deutschsprachige Version des Liedes mit dem Titel Nürnberg Groove.